# StrongARM
 (septembre 2020).
Si vous disposez d'ouvrages ou d'articles de référence ou si vous connaissez des sites web de qualité traitant du thème abordé ici, merci de compléter l'article en donnant les références utiles à sa vérifiabilité et en les liant à la section « Notes et références ».
Pour les articles homonymes, voir Strongarm (homonymie).

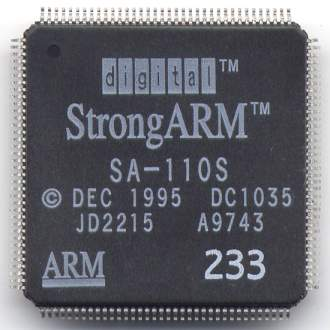
Un StrongARM de DEC

Le StrongARM est un microprocesseur RISC, conçu autour de l'architecture ARM.
Il a été créé par Digital Equipment Corporation (DEC), puis acquis par Intel qui a continué à produire une version améliorée, le XScale, avant de le revendre à Marvell qui continue à l'améliorer de nos jours sous le nom Armada.
Il est généralement utilisé dans le matériel informatique portable.

## Histoire
Le StrongARM était un projet de collaboration entre DEC et ARM pour créer une unité centrale de traitement plus rapide basée sur (mais pas totalement compatible avec) la ligne existante ARM.
Le StrongARM ciblait le marché haut de gamme des processeurs embarqués de faible consommation ; là où les utilisateurs ont besoin de plus de puissance que ce que la gamme ARM d'alors pouvait fournir ainsi que plus de dispositifs externes. Le marché visé était notamment celui des assistants personnels.
Le projet commença en 1995 et fourni rapidement la première version, le SA-100. Il fut utilisé dans les nouvelles versions des PDA Apple Newton, Zaurus aussi qu'un certain nombre d'autres produits (dont le Risc PC d'Acorn).
Le département Digital Semiconductor de DEC fut alors vendu à Intel en tant que règlement d'un litige. Intel employa le StrongARM pour remplacer leur ligne de processeurs RISC, l'i860 et i960, alors assez mal portante. Aujourd'hui la conception est connue comme Marvell Armada.

## Description
Les StrongARM sont des versions plus rapides des processeurs existants de ARM avec un jeu d'instructions quelque peu différent. La compatibilité de logiciel avec les « vrais » processeurs de la famille ARM a été limitée, à cause de leur mémoire cache séparée entre les données et les instructions, ce qui rend impossible du code automodifiable (qui est toutefois assez rarement employé).
Le SA-100 était le premier membre de cette famille ; il fut suivi du SA-110 et puis du SA-1110.
Le SA-1110 est le noyau pour la ligne de XScale.